# Anopheles xui
Anopheles xui este o specie de țânțari din genul Anopheles, descrisă de Dong, Zhou, Dong și Mao în anul 2007. Conform Catalogue of Life specia Anopheles xui nu are subspecii cunoscute.